# Stafsinge församling
Stafsinge församling är en församling i Varbergs och Falkenbergs kontrakt i Göteborgs stift. Församlingen ingår i Falkenbergs pastorat och ligger i Falkenbergs kommun i Hallands län.

## Administrativ historik
Församlingen har medeltida ursprung.
Församlingen var till 1962 annexförsamling i pastoratet Vinberg och Stafsinge. Från 1962 till 1995 annexförsamling i pastoratet Morup och Stafsinge. Från 1995 till 2017 utgjorde församlingen ett eget pastorat. Församlingen ingår sedan 2017 i Falkenbergs pastorat.

## Kyrkor
- Hässlås kapell
- Stafsinge kyrka